# Kalnik (hribovje)
Hribovje Kalnik se nahaja na severozahodu Hrvaške, večino v Varaždinski županiji in manjši del v Koprivničko-križevaškoj županiji. Hribovje je dolgo približno 40 km in 10 km široko. Obraščeno je pretežno z listnatim gozdom, medtem ko njegov osrednji del krasijo gole stene, ki so cilj velikega števila pohodnikov, planincev in plezalcev. Najvišji vrh Vranilac (643 m) je kontrolna točka transverzale HPO, v planinski koči Planinski dom na Kalniku je kontrolna točka 1. transverzale ZPP. Gorovje Kalnik prečka veliko planiskih poti, makadamskih cest in gozdnih poti. 
Na zahodni strani leži mesto Novi Marof, na severu mesto Varaždin, občina Ljubescica na severovzhodu, na severu mesto Ludbreg, na jugu (18 km po asfaltni cesti) mesto Križevci in najvzhodnejše mesto Koprivnica. Na jugu so občine, Gornja Rijeka, Kalnik in Sveti Petar Orehovec. Najvišji vrhovi so Vranilac (643 m), vrh Peca (624 m), vrh Ljubelj (558 m) in vrh Pusta Barbara(460 m) na katerem je Stari grad Mali Kalnik in vrh Škrinja (504 m).
Prepoznavni oblikovanje oddajnika Kalniku RTV, katere oddajanja stolp dominira pokrajino s svojo višino in se nahaja približno 50 metrov vzhodno od vrha Vranilca. Na južni strani pod vrhom ležita vas in občina Kalnik, z župnijsko cerkvijo Svetoga Brcka.
```
Vzhodno od televizijskega stolpa na strmi skali je velik vrh vidikovac 
Sedmi zub
(638 m), od kojega začne se dolgo vrsto skalnatih vrhov, poimenovanih 
Sedam Zubi
, ki se spušča proti vzhodu k planinski koči in 
staromu gradu Velikom Kalniku
, poteka privlačni grebenski pot.  vzpon na vrhove številk se imenuje prvi zob, drugi zob, tretji zob in ostale v seriji. Zidovi in stenah 
Starog grada Velikog Kalnika
 severozahodno od planinskega doma, kjer je serija sedmih stenovitih zobov in celotno območje ureja skupaj 
Kalnik (gora)
 približno 160 športnih plezalnih smeri. 
```

Goru Kalnik uporablja za deset let ali padalom Jadralno padalstvo, prosto letenje je adrenalinski šport pri uporabi zračnih tokov. Leteti lahko na planoti kraj Kalnik RTV stolpa in zahodno od vrha Vranilac in travniki ob vznožju gozdov grebenu Svete Barbare, na katere vrhu je Stari grad Mali Kalnik. Preden so prišli v Kalnik zmajarjev in odletela na planoti v bližini RTV stolpa.
Severno od vasi Deklešanec v vasi in občini Gornja Rijeka na skalnih grebenov stene Sveta Barbara nahaja se Stari grad Mali Kalnik. V zahodnem delu avtoceste v bližini vasi Paka je Stari grad Paka je staro mesto od 12. stoletja, delno obnovljena. Na steni severno od vasi Kalnik leži Stari grad Veliki Kalnik na  okoli 500 metrov, zgrajen v 13. stoletja. Znan po Beli IV in Kalnik slivovo pridelovalcem iz vasi, ki je med njegovim obleganjem noč prinaša hrano in slive, ki so dovoljeni preživeti obleganje, zato je dal nagrado za žlahtno listine Kalnički Sljivari.
Gora je kraj, ki privablja planice, alpiniste, jadralno padalstvo in druge pohodnike. Zahodno od Staroga grada Veliki Kalnik]] je planinska koča Planinski dom Kalnik na 480 metara, z nastanitvijo in prehrano. Planinski dom je kontrolna točka za ZPP gorskem obvoznica, in je gora, v katerem pečat obroč dnevniki pohodništvo cesta obilaznici.Do napisom asfaltna cesta ga pripelje iz kraja Kalniku. Od koče je potrebno veliko pohodniških poti in pohodniških poti na različne destinacije. Večina teh poti urediti člani Planinarsko društvo Kalnik od Križevci. V letu 1996. je bila zgrajena in je začela junija na učni pot na Kalniku - PS. Okrogle oblike, približno 5 kilometrov. Je v letu 2010. štampan zemljevid Kalnik.